# Vaterpolska reprezentacija Dominikanske Republike
Vaterpolska reprezentacija Dominikanske Republike predstavlja državu Dominikansku Republiku u međunarodnom športu muškom vaterpolu.

## Nastupi na Panameričkim igrama
- 2003.: 8. mjesto

### Utakmice
- 2. kolovoza 2003.: SAD-Dominikanska Republika 24:0[1]
- 3. kolovoza 2003.: Kanada-Dominikanska Republika 14:2
- 4. kolovoza 2003.: Kolumbija-Dominikanska Republika 12:8
- 5. kolovoza 2003.: Argentina-Dominikanska Republika 8:8
- 6. kolovoza 2003.: Meksiko-Dominikanska Republika 8:5
- 7. kolovoza 2003.: Brazil-Dominikanska Republika 19:4
- 8. kolovoza 2003.: Dominikanska Republika-Portoriko 8:11

- 9. kolovoza 2003.: Meksiko-Dominikanska Republika 9:4

- 10. kolovoza 2003.: Kolumbija-Dominikanska Republika 10:6